# Jared Jordan
Jared Ahern Jordan (Hartford, Connecticut, 14 de octubre de 1984) es un exjugador de baloncesto estadounidense. Con 1,88 metros de estatura, jugaba en la posición de base.

## Trayectoria deportiva

### Universidad
Jordan se graduó en Kingswood-Oxford School en West Hartford, Connecticut en 2003 y se convirtió en el base titular del Marist College hasta su graduación en 2007. Llevaba el número 25 y recibió el apodo de El Mago por su gran juego, lideró la lista de asistencias del país durante dos años seguidos, el único jugador de la liga universitaria, la División I de la NCAA, en conseguirlo desde el mítico base Avery Johnson, el actual entrenador de Dallas Mavericks. Jared Jordan completó 286 asistencias, con una media por partido de 8,7.
Ganó la 74 edición del Haggerty Award como el jugador del año del 2006-07 en la All-Met Division I de la liga universitaria americana.

### Profesional
El día 28 de junio de 2007, Jordan fue escogido el número 45 del Draft NBA 2007 por Los Angeles Clippers y después jugó en la liga de verano de la NBA de 2007.
El 30 de septiembre, los Clippers lo traspasaron a los New York Knicks por dinero en efectivo y jugó un total de 8 minutos en tres partidos de pretemporada con los Knicks. El día 25 de octubre fue despedido.
El 3 de diciembre de 2007, Jordan firmó un contrato con el BC Lietuvos Rytas, equipo líder de Lituania. Durante el verano de 2008 forma parte de la plantilla de los New Orleans Hornets con los que participa en la gira europea que realiza el equipo.
[actualizar]